# Карнино, Маурицио
Маурицио Карнино (итал. Maurizio Carnino, род. 7 марта 1975, Турин, Италия) — итальянский шорт-трекист, выступавший на четырёх Олимпийских играх: в Лиллехаммере выиграл золото в эстафете, в Нагано, Солт-Лейк-Сити где вновь выиграл серебряную медаль эстафете. и в  Турине на своей родине. чемпион мира 1996 года в эстафете. Многократный призёр чемпионатов мира, пятикратный чемпион Европы.

## Спортивная карьера
Свою первую международную победу Карнино одержал в 18 лет на Кубке Европы 1993 года. Уже на Олимпийских играх в Лиллехаммере он выиграл золотую медаль в эстафете со своими именитыми партнёрами по команде Орацио Фагоне, Хуго Херрнхофом, Мирко Вюйерменом.
На следующий год на чемпионате мира в Йёвике, Карнино взял три медали, 2 серебра на 500 и 1000 метров и бронзу в эстафете.
Золотую медаль чемпионата мира он выиграл в 1996 году в Гааге, и снова в эстафете.
В 1998 году на чемпионате Европы в Будапеште Карнино вместе с командой взяли серебро в эстафете, в дальнейшем он выигрывал 5 раз золотые медали на европейских чемпионатах в Оберсдорфе, Бормио, Гааге, Зутермере.
На Олимпийские играх в Солт-Лейк-Сити Италия выиграла серебряную медаль в эстафете, где Маурицио сделал свой вклад. Карнино очень хотел выступить на Олимпиаде-2006, которая проходила в его родном городе, однако он не прошёл отбор в сборную по шорт-треку и принял решение перейти в конькобежный спорт. Он занял 2-е место на чемпионате Италии и получил олимпийскую лицензию. В Турине на Олимпийские играх 2006 года он принимал участие уже в конькобежном спорте и занял 31 место на дистанции 500 метров и 30 место на 1000 метров.
Карнино является 3-кратным абсолютным чемпионом Италии, 21 раз был на подиумах Кубка мира. В настоящее время живёт в коммуне Ротцо, провинция Виченца.